# 绍拉赫
绍拉赫是奥地利下奥地利州梅尔克县的一个市镇。总面积19.67平方公里，总人口938人，人口密度47.7人/平方公里（2005年）。